# Oxford Cheetahs
Oxford Cheetahs – angielski klub żużlowy z Oksfordu. Zespół pięciokrotnie zdobywał tytuł mistrza Wielkiej Brytanii.

## Osiągnięcia
- Drużynowe Mistrzostwa Wielkiej Brytanii:
  - złoto: 5 (1964, 1985, 1986, 1989 i 2001)
  - srebro: brak
  - brąz: 1 (1960)